# Lycorma imperialis
Lycorma imperialis är en insektsart som först beskrevs av White 1846.  Lycorma imperialis ingår i släktet Lycorma och familjen lyktstritar. Inga underarter finns listade i Catalogue of Life.